# Valerij Brumel
Valerij Nikolajevič Brumel (Валерий Николаевич Брумель; 14. dubna 1942, Tolbuzino, SSSR – 26. ledna 2003, Moskva, Rusko) byl sovětský atlet, olympijský vítěz, který v letech 1960 až 1965 dominoval světovému skoku do výšky. Šestkrát překonal světový rekord a ve 23 závodech překonal hranici 220 centimetrů. Porážku v této době poznal pouze dvakrát.
O perspektivní kariéru vrcholového sportovce ho v roce 1965 připravila dopravní nehoda.

## Sportovní začátky a vrchol
Narodil se poblíž obce Tolbuzino v Amurské oblasti, kde jeho rodiče pracovali v průzkumném geologickém táboře. V roce 1954 se rodina se třemi syny přestěhovala do Vorošilovgradu na východní Ukrajině.
Valerij vyzkoušel různé druhy sportů, až si nakonec vybral skok vysoký, ve kterém v jedenácti letech skočil 130 centimetrů. V 16 letech se začal projevovat jeho talent, když pod vedením trenéra Steina změnil styl skákání a zlepšil si osobní rekord na 195 centimetrů. V roce 1959 si znovu posunul osobní rekord, a to na 201 centimetrů a získal titul mistra sportu. V roce 1960 se Brumel přesunul do Moskvy do tréninkové skupiny trenéra Ďjačkova. Díky novému stylu skákání a velmi tvrdému tréninku pod trenérem Ďjačkovem se zanedlouho zlepšil na 208 centimetrů. V 18 letech se zúčastnil LOH v Římě jako velká sovětská olympijská naděje. Na olympiádě obsadil výkonem 216 cm druhé místo za svým týmovým kolegou Šavlakadzem.
Po návratu do Moskvy byl přijat na Institut tělesné výchovy a tvrdě trénoval. Začínala jeho úctyhodná výškařská série, kdy nepoznal hořkost porážky. 19. ledna 1961 vytvořil nový světový rekord 225 centimetrů. Bylo to při halovém mítinku v Leningradu a tento výkon mu přinesl titul zasloužilého mistra sportu SSSR. Později se zúčastnil halových mítinků v Severní Americe, kde v konkurenci nejlepších amerických výškařů zvítězil. Třikrát za sebou porazil nejlepšího amerického výškaře Johna Thomase. Dne 18. června 1961 skočil první světový rekord v Moskvě, který měl hodnotu 223 centimetrů. Bylo to v době, kdy se skákalo valivým obkročným stylem (straddle). 
V letech 1961 až 1963, tedy třikrát za sebou, se stal nejlepším sportovcem světa (vítězem ankety ISK). Svůj poslední světový rekord 228 cm vytvořil v roce 1963 na zápase SSSR–USA. V roce 1964 získal zlatou medaili ve skoku do výšky na olympiádě v Tokiu. 

## Boj o návrat po zranění

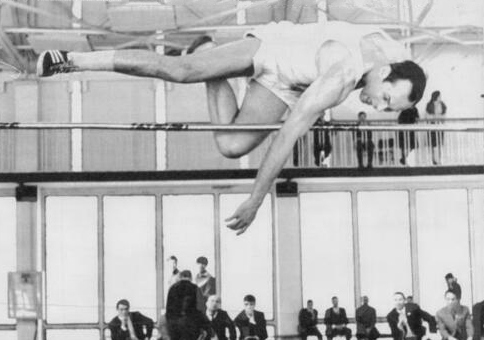
Valerij Brumel nad laťkou

V roce 1965 si vážně zranil pravou nohu při nehodě na motocyklu. Po tréninku v Moskvě 5. října požádal kolegyni, motocyklovou závodnici, aby ho na motocyklu odvezla domů. Na vozovce po dešti v zatáčce dostali smyk a on si při nárazu na betonový sloup těžce poranil pravou nohu. Dokonce mu hrozila amputace, následovalo postupně několik operací, ale nohu měl stále o několik centimetrů kratší. Navzdory tomu úspěšně absolvoval v roce 1967 Institut tělesné kultury. V roce 1968 se Valerij vydal k ortopedovi Illizarovovi, který prodlužoval kosti. Po čtyřech měsících byla noha skoro v pořádku a začal znovu trénovat. I přes velké úsilí se mu ale už nikdy nepodařilo navázat na předešlé výsledky, ačkoliv v roce 1969 skončil 3. na mezinárodním závodě v Moskvě výkonem 206 centimetrů. V únoru 1971 ještě zdolal na závodech v Moskevském Institutu tělesné výchovy 207 centimetrů. Jeho nenaplněným cílem po dalších zraněních a několika operacích byl výkon tehdy světové třídy 215 centimetrů a reprezentace SSSR na Letních olympijských hrách 1972 v Mnichově. Později se ještě ve svých 55 letech zúčastnil symbolicky Veteránského mistrovství světa 1997 v Durbanu, kde s výkonem 150 centimetrů skončil na 7. místě.

## Příčiny úspěchu
Nebyl to jen excelentní výškař, ale i výjimečný atlet, který předváděl úctyhodné výkony i v jiných disciplínách. Běh na 100 m zvládl za 10,5 s, do dálky skočil 765 centimetrů, koulí vrhl přes 15 metrů a disk dokázal poslat na hranici 44 metrů. Předstihl své současníky stylem tréninku, který se zaměřoval na fyzickou přípravu, zvláště pak na posilování. Sílou odrazu a rychlostí rozběhu eliminoval svou nevýhodu v poměrně malé výšce postavy (měřil 185 cm).

## Úspěchy

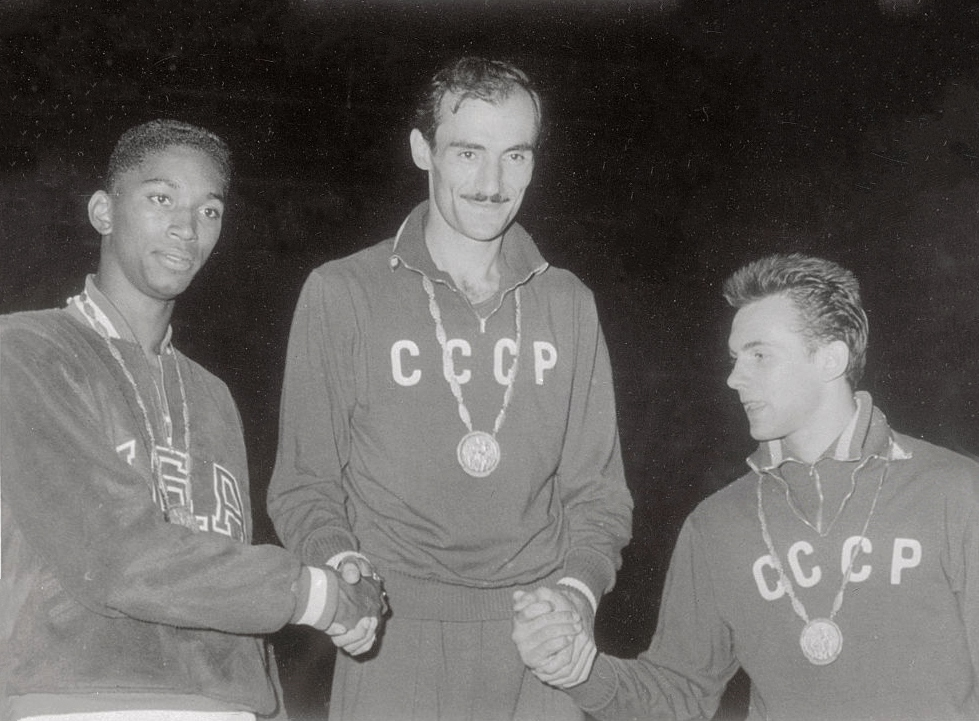
John Thomas, Robert Šavlakadze a Valerij Brumel na olympijských hrách 1960 v Římě

### Olympijské hry
- 2. místo - LOH v Římě
- 1. místo - LOH v Tokiu

### Univerziáda
- 1. místo - II. letní univerziáda 1961
- 1. místo - III. letní univerziáda 1963

### Různé
- 18. 6. 1961 – 8. 11. 1970 - držitel světového rekordu ve skoku vysokém
- 1. místo - mistr Evropy ve skoku vysokém v roce 1962
- Výsledky Akademického mistrovství světa

## Osobní život

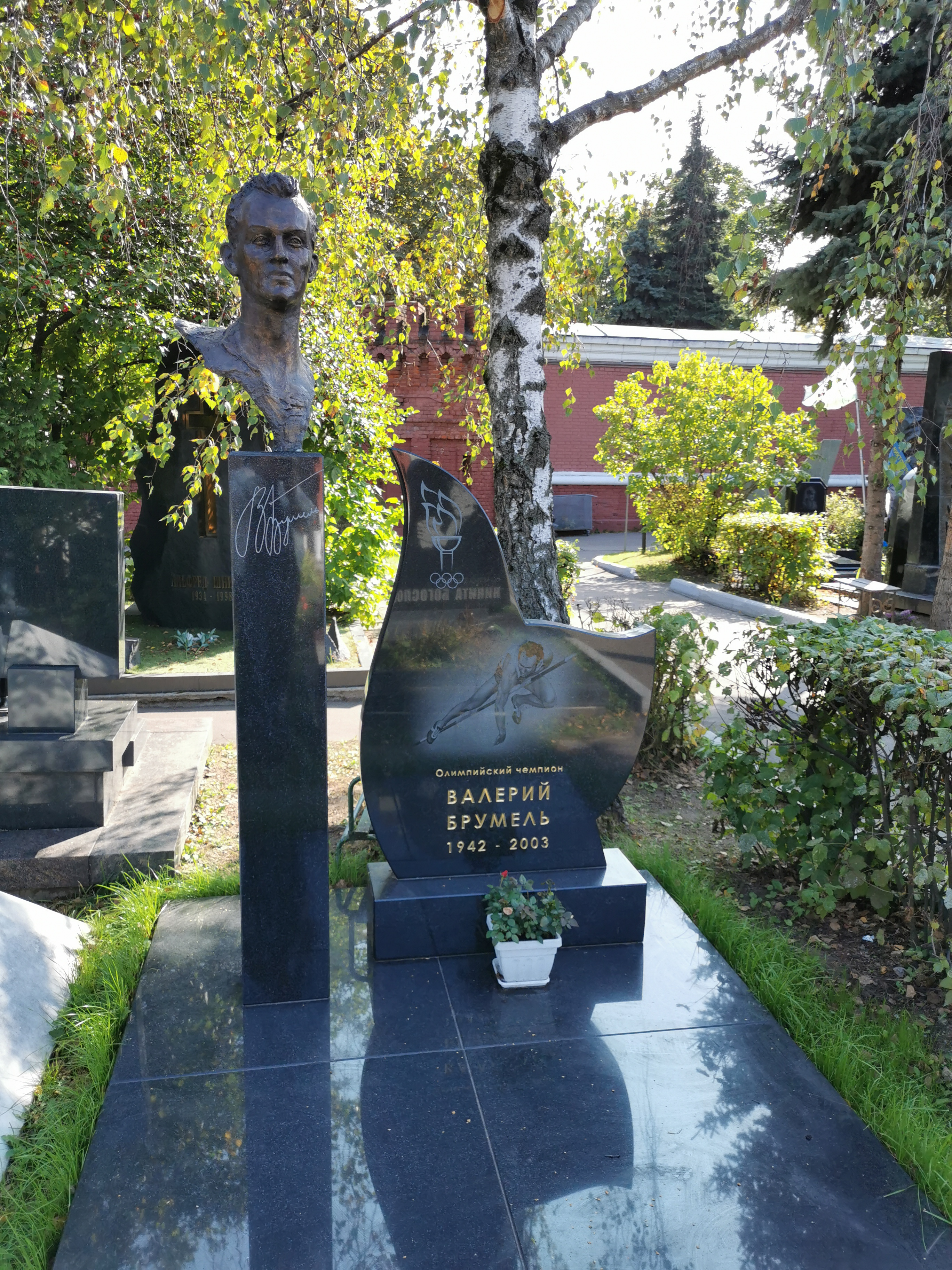
hrob Valerije Brumela

V roce 1965 jeho tehdejší manželka Marina Lazarevová porodila syna. Manželství se rozpadlo v době Brumelova léčení po dopravní nehodě. V roce 1973 se oženil podruhé, vzal si reprezentantku v parkurovém skákání Jelenu Petuškovovou. V roce 1974 se jim narodila dcera Vlada, ale ani toto manželství dlouho nevydrželo. Znovu se oženil v roce 1992 a s manželkou Světlanou Bělousovou měli syna Viktora.
Po ukončení sportovní kariéry se Brumel věnoval literární činnosti. V roce 1969 vydal román Nad laťkou je výška (Над планкой есть высота) a v roce 1971 vyšla kniha Výška (Высота), kterou věnoval doktoru Ilizarovovi. V roce 1979 napsal společně s A.Lapšinem knihu Zůstaň sám sebou (Не измени себе). Napsal také několik divadelních her se sportovní tematikou a scénář k filmu Právo na skok.
Zemřel na rakovinu 26. ledna 2003 a je pochován na Novoděvičím hřbitově v Moskvě.